# Microparamys
Il microparamio (gen. Microparamys) è un roditore estinto, vissuto tra il Paleocene superiore e l'Eocene superiore (circa 57 - 45 milioni di anni fa). I suoi resti fossili sono stati ritrovati in Europa e in Nordamerica.

## Descrizione
Questo animale doveva essere molto simile nell'aspetto a un ghiro di piccole dimensioni. Solitamente non raggiungeva i 20 centimetri di lunghezza e il peso doveva essere di pochi grammi. In generale, le varie specie di Microparamys erano della taglia di un topo. La coda era più corta rispetto ai ghiri attuali, mentre il cranio era piuttosto voluminoso e dotato di lunghi incisivi dal margine tagliente a scalpello a crescita continua. Possedeva zampe corte, dalle proporzioni simili a quelle delle attuali arvicole (topi scavatori). Alcune forme particolarmente specializzate di Microparamys (ad esempio M. chandoni) possedevano una dentatura già simile a quella dei successivi gliridi e teridomiidi. Tra le caratteristiche distintive di Microparamys rispetto agli altri generi simili (come Ischyromys), oltre alla piccola taglia, era la posizione molto avanzata delle arcate zigomatiche e delle fosse del massetere, e la particolare disposizione del protoconide e del cingulide sui molari (Kelly e Whistler, 1994).

## Classificazione
Il genere Microparamys venne istituito nel 1959 da Wood, per accogliere alcune specie fossili dell'Eocene, precedentemente attribuite ad altri roditori (ad esempio Sciuravus). Al genere Microparamys sono state ascritte numerose specie nordamericane, che spaziano temporalmente dal Paleocene superiore all'Eocene superiore (tra cui M. cheradius risalente al Paleocene, M. bayi dell'isola di Ellesmere, le ben note M. minutus e M. dubius rinvenute principalmente nel Wyoming, M. woodi della California), e alcune specie europee (tra cui M. russelli, M. paisi del Portogallo, M. parvus del giacimento di Messel e l'evoluta M. chandoni). 
Microparamys fa parte degli ischiromidi, un gruppo di roditori primitivi apparsi nel Paleocene (e quindi fra i più antichi roditori noti) e differenziatisi notevolmente nel corso dell'Eocene. In particolare, Microparamys sembrerebbe essere stato vicino all'origine delle famiglie dei Gliridae e dei Theridomyidae, in cui vi fu un'evoluzione della struttura dei molari (lofodonte), con una serie di creste trasversali.